# Henry Rutgers Marshall
Henry Rutgers Marshall (* 22. Juli 1852 in New York; † 3. Mai 1927 in New York) war ein US-amerikanischer Architekt und Psychologe. 
Er studierte an der Columbia University und arbeitete ab 1876 als Architekt, ab 1878 in New York. Hier lehrte er Ästhetik, zunächst 1894–95 an der Columbia University, später 1915–1916 an der Princeton University. Als erfolgreicher Architekt war er 1902–04 Präsident des New York Regionalverbundes des American Institute of Architects. 
Bekannt wurde er jedoch als Psychologe. Die Fachbereiche der Universitäten von Rutgers and Hobart verliehen ihm entsprechende akademische Titel ehrenhalber und er wurde 1907 sogar als erster Fachfremder Präsident der American Psychological Association. 

## Werke
- Pain, Pleasure, and Æsthetics. 1894
- Æsthetic Principles. 1895
- Instinct and Reason. 1898
- Consciousness. 1909
- War and the Ideal of Peace. 1915
- The field of æsthetics psychologically considered Mind (N. S.) 1(1892)3, 358–378; 1(1892)4, 453–469
- The definition of desire. Mind (N. S.) 1(1892)3, 400–403
- Hedonistic Æsthetics. Mind (N. S.) 2(1893), 15–41

| Personendaten    | Personendaten                              |
| ---------------- | ------------------------------------------ |
| NAME             | Marshall, Henry Rutgers                    |
| KURZBESCHREIBUNG | US-amerikanischer Architekt und Psychologe |
| GEBURTSDATUM     | 22. Juli 1852                              |
| GEBURTSORT       | New York                                   |
| STERBEDATUM      | 3. Mai 1927                                |
| STERBEORT        | New York                                   |